# Бети Стаменкоска-Трайкоска
Бети Стаменкоска-Трайкоска (на македонска литературна норма: Бети Стаменкоска-Трајкоска) е политик от Северна Македония.

## Биография
Родена е на 19 април 1977 година в град Скопие, тогава в Социалистическа федеративна република Югославия. Завършва управление на човешките ресурси в Скопския университет. На 15 юли 2020 година е избрана за депутат от ВМРО – Демократическа партия за македонско национално единство в Събранието на Северна Македония.